# Chiesa di Santa Lucia (Sennori)
La chiesa di Santa Lucia è un edificio religioso situato a Sennori, centro abitato della Sardegna nord-occidentale. Consacrata al culto cattolico, fa parte della parrocchia di San Basilio, arcidiocesi di Sassari.
Situata nella parte alta e antica del paese, in prossimità della parrocchiale e di Santa Croce, risulta edificata nel 1706. Di aspetto semplice, vi si accede attraverso una doppia scalinata simmetrica. La  facciata, arricchita da un piccolo rosone,  ha profilo a capanna e culmina con un campaniletto a vela a luce singola. L'interno presenta un'aula  mononavata con copertura lignea a doppio spiovente; sul fondo il presbiterio, coperto con volta a botte, è delimitato da una balaustra in marmo.

## Bibliografia

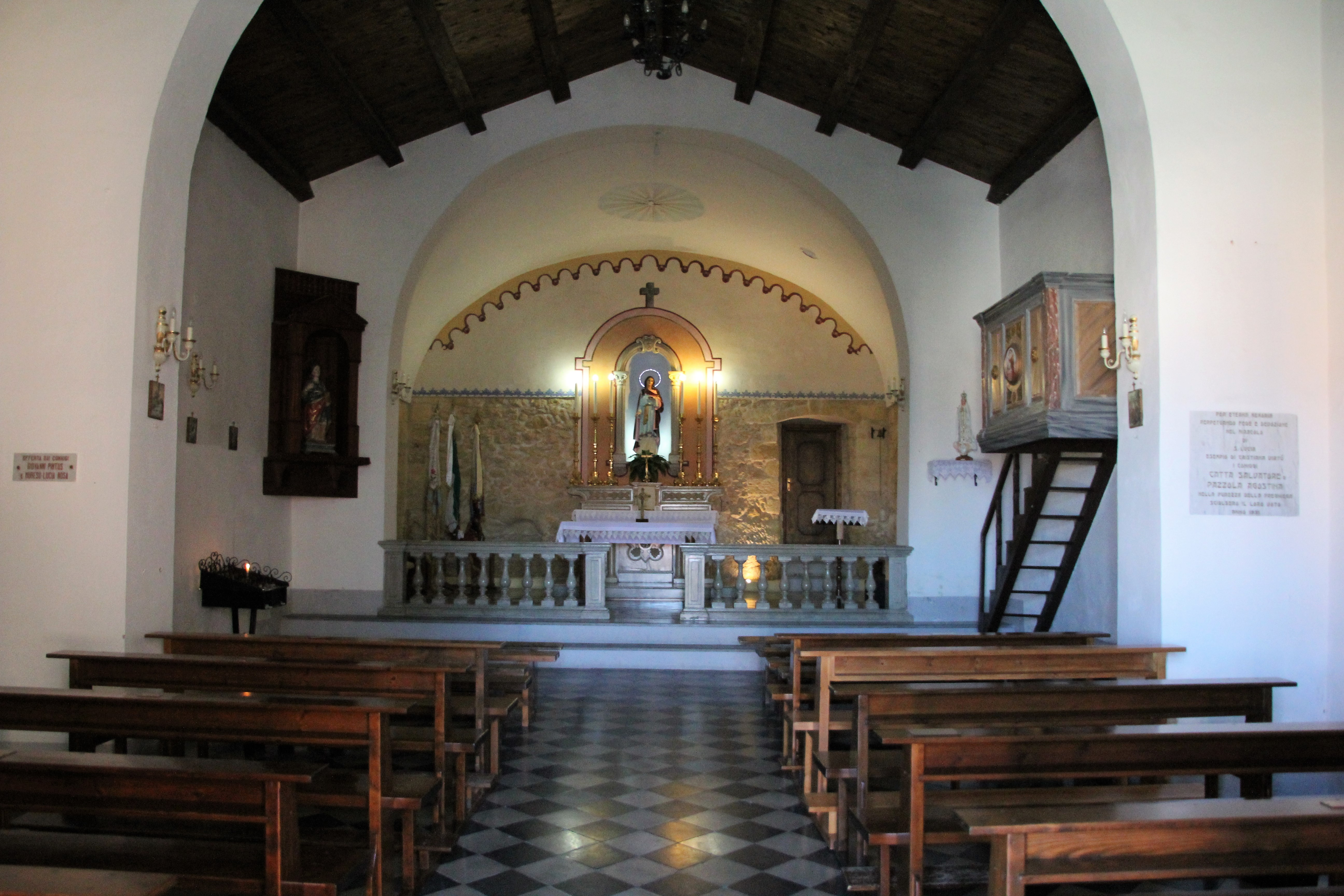
Interno